# 陰道無菌說
陰道無菌說是2018年中華民國全國性公民投票第十案「你是否同意民法婚姻規定應限定在一男一女的結合？」意見發表會中，國立政治大學商學院助理教授許牧彥提出的論點，其中提到“陰道是由40層的皮膚所組成，接近是無菌的狀態”。該論點因語出驚人而引起臺灣各界關注，成為網路爆紅事物。

## 事件說法
2018年11月5日，台視舉行2018年中華民國全國性公民投票第十案第二場次意見發表會電視轉播。正方代表許牧彥在發表會上表示，肛交和口交是不健康的，並指出陰道是由40層的皮膚所組成、接近無菌的狀態，肛門直腸只有1層卻有700種細菌在裡面，口腔則有將近500種細菌。許牧彥於翌日對立法委員林靜儀表示「不要模糊焦點、不要避重就輕、不要只在意那幾隻細菌！」，更指出「某些媒體欺負大家沒時間搞清楚真相」。隨後許牧彥於受訪表示發表會上「時間不夠」沒辦法讓他好好講清楚，更指出林靜儀操弄媒體；並表示其在中央選舉委員會登載的資料來自專業的醫療團隊，完全沒有問題。
11月6日，台視舉行的2018年中華民國全國性公民投票第十四案第二場次意見發表會中，台灣基督長老教會牧師陳思豪表示「如果這是真的，那女同志是『完全無菌的陰道乘以2』，那是否能先用《民法》來保障她們的婚姻？」，並於意見發表會中針對反同方講出諸多邏輯錯亂、不合常理的意見表示不滿。
11月7日，中視進行2018年中華民國全國性公民投票第十一案第三場次意見發表會電視轉播。正方代表郭大衛於意見發表會中重申「陰道無菌說」，並表示肛門內細菌有七百多種，陰道則近乎無菌。

## 意見
發表會播出後，原為婦產科醫師的立法委員林靜儀於Facebook駁斥許牧彥說法，表示陰道不是「幾乎無菌」：其中有常在的乳酸菌叢維持陰道的微酸性，其他常在菌包括念珠球菌、大腸桿菌、葡萄球菌、乙型鏈球菌等，在免疫力好的情況下，可以維持在平衡狀態。林靜儀更針對「直腸只有一層皮膚」說法提出質疑。也有其他婦產科醫師澄清，陰道不可能是無菌的，如果沒有正常菌叢生存，反而可能會造成陰道發炎，還會影響受孕。
牙科醫師史書華則於林靜儀的Facebook貼文回應：「口腔裡的細菌一般統計是四百多種，全身上下菌種最多的地方在口腔與手，腸道細菌數目最多但菌種很少」。
時任中華民國行政院衛生福利部部長陳時中表示許牧彥所發表有關「陰道無菌」之言論，明確與事實不符。立法院社會福利及衛生環境委員會於11月14日邀請陳時中列席報告並備質詢，民主進步黨籍立法委員林靜儀在質詢有關衛生福利部是否就「衛生教育的立場」通知國家通訊委員會時澄清，陳時中則表示會收集相關資料，把正確的訊息給國家通訊委員會。
臺灣性別平等運動工作者吳馨恩則表示，陰道無菌說與女性身體無臭、不會排便排氣等說法，都是屬於厭女的一種呈現方式，並且形成一種不可能的美容標準，被用來規訓與壓迫女性。

## 後續事件
11月7日所進行的中華民國全國性公民投票第十五案意見發表會中，反方代表郭大衛重申「陰道無菌說」，並提出「學生時期每次性行為沒戴套」、「保險套知識無用」等言論，引起民眾關注。對此，衛生福利部部長陳時中則表示衛福部會收集相關資料，進一步提供給國家通訊委員會做為參考，並強調有關公投辯論的攻防技術，衛生福利部難以介入。

## 相關公投題目
1. ↑  你是否同意：民法婚姻規定應限定在一男一女的結合？
2. ↑  您是否同意：以民法婚姻章保障同性別兩人建立婚姻關係？
3. ↑  你是否同意：在國民教育階段內（國中及國小），教育部及各級學校不應對學生實施性別平等教育法施行細則所定之同志教育？
4. ↑  您是否同意：以「性別平等教育法」明定在國民教育各階段內實施性別平等教育，且內容應涵蓋情感教育、性教育、同志教育等課程？